# Harald Hein (fäktare)
Harald Hein, född den 19 april 1950 i Tauberbischofsheim, Tyskland, död 20 maj 2008, var en västtysk fäktare som tog OS-silver i herrarnas lagtävling i florett i samband med de olympiska fäktningstävlingarna 1984 i Los Angeles.